# Isla de Jeju
La isla de Jeju (en hangul, 제주도; en hanja, 濟州島; pronunciado tɕedzudo) es la isla más grande de Corea del Sur, que coincide con la Provincia de Jeju (Provincia Autónoma Especial de Jeju). La isla cubre un área de 1833,2 kilómetros cuadrados (707,8 mi²), que es el 1,83 por ciento del área total de Corea del Sur.  En 2020, la población de registro de residentes es de aproximadamente 670 000, la mayor entre las islas de Corea del Sur.
La isla se encuentra en el Estrecho de Corea, debajo de la Península de Corea, al sur de la Provincia de Jeolla del Sur. Jeju es la única provincia autogobernada en Corea del Sur, lo que significa que la provincia está dirigida por habitantes locales en lugar de políticos del continente.
La isla de Jeju tiene una forma ovalada de 73 kilómetros (45,4 mi) este-oeste y 31 kilómetros (19,3 mi) norte-sur, con una pendiente suave alrededor de  Mt.  Halla en el centro.  La longitud de la carretera principal es 181 kilómetros (112,5 mi) y la línea costera es 258 kilómetros (160,3 mi).  El extremo norte de la isla de Jeju es la playa de Kimnyeong, el extremo sur es la montaña  Songak, el extremo occidental es  Suwol  bong, y el extremo oriental es  Seongsan Ilchulbong.  Es en el Mar Amarillo y el Mar de China Oriental, Mar de Japón la frontera económica y política de Corea del Sur, así como en el ámbito militar, también una posición importante.
La isla fue "formada por la erupción de un volcán submarino hace aproximadamente 2 millones de años". Contiene un Sitio del Patrimonio de la Humanidad, la Isla volcánica y chimeneas de lava de Jeju. La isla de Jeju pertenece al clima templado, y tiene un clima moderado;  incluso en invierno, la temperatura rara vez desciende por debajo de 0 grados Celsius (32,0 °F).  Jeju es un popular destino de vacaciones y una parte considerable de la economía depende del turismo y la actividad económica de su base civil / naval.